# Fußballclub Bayer 05 Uerdingen 1983-1984
Questa voce raccoglie le informazioni riguardanti il Fußballclub Bayer 05 Uerdingen nelle competizioni ufficiali della stagione 1983-1984.

## Stagione
Nella stagione 1983-1984 il Bayer Uerdingen, allenato da Timo Konietzka, concluse il campionato di Bundesliga al 10º posto. In Coppa di Germania il Bayer Uerdingen fu eliminato agli ottavi di finale dal Bayern Monaco.

## Rosa
| N. |                     | Ruolo | Calciatore        |
| -- | ------------------- | ----- | ----------------- |
|    | Germania (bandiera) | P     | Dieter Ingendae   |
|    | Germania (bandiera) | P     | Werner Vollack    |
|    | Germania (bandiera) | D     | Norbert Brinkmann |
|    | Germania (bandiera) | D     | Werner Buttgereit |
|    | Germania (bandiera) | D     | Andreas Hentrich  |
|    | Germania (bandiera) | D     | Matthias Herget   |
|    | Germania (bandiera) | D     | Dietmar Klinger   |
|    | Germania (bandiera) | D     | Peter Schwarz     |
|    | Germania (bandiera) | D     | Ludger van de Loo |
|    | Germania (bandiera) | C     | Friedhelm Funkel  |
|    | Germania (bandiera) | C     | Norbert Hofmann   |

| N. |                     | Ruolo | Calciatore          |
| -- | ------------------- | ----- | ------------------- |
|    | Germania (bandiera) | C     | Sascha Jusufi       |
|    | Germania (bandiera) | C     | Andreas Kliemt      |
|    | Germania (bandiera) | C     | Franz Raschid       |
|    | Germania (bandiera) | C     | Branko Rodosek      |
|    | Galles (bandiera)   | C     | Wayne Thomas        |
|    | Germania (bandiera) | C     | Uwe Vengels         |
|    | Germania (bandiera) | A     | Horst Feilzer       |
|    | Germania (bandiera) | A     | Helmut Gulich       |
|    | Germania (bandiera) | A     | Peter Loontiens     |
|    | Germania (bandiera) | A     | Christian Sackewitz |

## Organigramma societario
Area tecnica
- Allenatore: Timo Konietzka
- Allenatore in seconda: Bernd Lehmann
- Preparatore dei portieri:
- Preparatori atletici:

## Calciomercato

### Sessione estiva
| Acquisti | Acquisti         | Acquisti              | Acquisti |
| R.       | Nome             | da                    | Modalità |
| -------- | ---------------- | --------------------- | -------- |
| C        | Wayne Thomas     | Alemannia Aquisgrana  |          |
| C        | Friedhelm Funkel | Kaiserslautern        |          |
| A        | Helmut Gulich    | Eintracht Francoforte |          |
| C        | Andreas Kliemt   | Union Solingen        |          |
| D        | Dietmar Klinger  | Rot-Weiss Essen       |          |
| C        | Branko Rodosek   | Wuppertal             |          |

| Cessioni | Cessioni            | Cessioni        | Cessioni |
| R.       | Nome                | a               | Modalità |
| -------- | ------------------- | --------------- | -------- |
| C        | Toni Puszamszies    | RW Oberhausen   |          |
| D        | Michael Schuhmacher | Wattenscheid 09 |          |

### Sessione invernale
| Acquisti | Acquisti | Acquisti | Acquisti |
| R.       | Nome     | da       | Modalità |
| -------- | -------- | -------- | -------- |

| Cessioni | Cessioni    | Cessioni        | Cessioni |
| R.       | Nome        | a               | Modalità |
| -------- | ----------- | --------------- | -------- |
| A        | Peter Szech | Rot-Weiss Essen |          |

## Risultati

### Bundesliga

#### Girone di andata
| Arbitro: | Umbach |

|                                |           |                                                      |
| Lottermann 25’ Burgsmüller 81’ | Marcatori | 26’ Hofmann 52’ (rig.) Feilzer 55’ Herget 82’ Gulich |

| Arbitro: | Osmers |

|                                                          |           |                        |
| Funkel 17’, 87’ Herget 24’ Loontiens 57’ Puszamszies 88’ | Marcatori | 27’ Fruck 52’ Berthold |

| Arbitro: | Theobald |

|                |           |                                 |
| Rolff 21’, 31’ | Marcatori | 13’ (rig.) Funkel 84’ Sackewitz |

| Arbitro: | Brückner |

|                                     |           |              |
| Gulich 54’ de Loo 71’ Loontiens 79’ | Marcatori | 49’ Kitzmann |

| Arbitro: | Dellwing |

|                      |           |               |
| Keser 25’ Dreßel 30’ | Marcatori | 85’ Sackewitz |

| Arbitro: | Heitmann |

|                                          |           |                              |
| Gulich 25’ Funkel 42’ (rig.), 78’ (rig.) | Marcatori | 28’ Corneliusson 70’ Schäfer |

| Arbitro: | Schmidhuber |

|                        |           |          |
| Hofmann 58’ Funkel 62’ | Marcatori | 43’ Waas |

| Arbitro: | Michel |

|                                     |           |              |
| Pagelsdorf 29’ Dronia 35’ Ozaki 81’ | Marcatori | 5’ Loontiens |

| Arbitro: | Huster |

|            |           |                                    |
| Gulich 63’ | Marcatori | 43’ Dusend 70’ Eðvaldsson 89’ Fach |

| Arbitro: | Niebergall |

|                                          |           |                          |
| Kutzop 30’ Michelberger 72’ Hofeditz 87’ | Marcatori | 17’ Loontiens 24’ Funkel |

| Arbitro: | Hontheim |

|  |           |                                |
|  | Marcatori | 20’ Meier 88’ Sidka 90’ Völler |

| Arbitro: | Neuner |

|           |           |                   |
| Keute 67’ | Marcatori | 8’, 21’ Loontiens |

| Arbitro: | Horeis |

|           |           |            |
| Jusufi 2’ | Marcatori | 16’ Walter |

| Arbitro: | Assenmacher |

|                         |           |                       |
| Schreier 66’ Schulz 82’ | Marcatori | 37’ Funkel 84’ Herget |

| Arbitro: | Risse |

|            |           |            |
| Funkel 32’ | Marcatori | 76’ Criens |

| Arbitro: | Ermer |

|                                       |           |  |
| Littbarski 49’ Strack 61’ Fischer 83’ | Marcatori |  |

| Arbitro: | Werner |

|               |           |                |
| Loontiens 11’ | Marcatori | 82’ Rummenigge |

#### Girone di ritorno
| Arbitro: | Wiesel |

|               |           |  |
| Loontiens 31’ | Marcatori |  |

| Arbitro: | Huster |

|                              |           |                       |
| Falkenmayer 25’ Svensson 44’ | Marcatori | 70’ Herget 90’ Funkel |

| Arbitro: | Correll |

|                                      |           |            |
| Loontiens 15’, 90’ Funkel 78’ (rig.) | Marcatori | 63’ Wuttke |

| Arbitro: | Walz |

|                                                 |           |                       |
| Wolf 4’ Allofs 13’, 29’ Geye 61’ Eilenfeldt 75’ | Marcatori | 33’ Funkel 90’ Gulich |

| Arbitro: | Eschweiler |

|                 |           |                     |
| Herget 31’, 54’ | Marcatori | 58’ (rig.) Răducanu |

| Arbitro: | Föckler |

|                                                                   |           |  |
| Ohlicher 27’ Sigurvinsson 45’ (rig.) Corneliusson 47’ Förster 88’ | Marcatori |  |

| Arbitro: | Walz |

|                                     |           |                   |
| Röber 9’ (rig.), 41’ Winklhofer 47’ | Marcatori | 24’ (rig.) Funkel |

| Arbitro: | Retzmann |

|            |           |                                        |
| Gulich 85’ | Marcatori | 31’ Dronia 69’ Büscher 90’ Grillemeier |

| Arbitro: | Schmidhuber |

|           |           |            |
| Theis 26’ | Marcatori | 71’ Herget |

| Arbitro: | Gabor |

|                                                       |           |                  |
| Funkel 7’ (rig.) Loontiens 39’ Feilzer 68’ Gulich 71’ | Marcatori | 9’, 87’ Hofeditz |

| Arbitro: | Ermer |

|                                                     |           |                              |
| Reinders 60’ (rig.), 78’ Pezzey 66’ Völler 73’, 81’ | Marcatori | 35’ Funkel 44’ (aut.) Gruber |

| Arbitro: | Dellwing |

|                                                    |           |  |
| Loontiens 5’ Hofmann 43’ Buttgereit 44’ Herget 79’ | Marcatori |  |

| Arbitro: | Wiesel |

|           |           |                                   |
| Bauer 87’ | Marcatori | 38’, 80’ Feilzer 53’, 73’ Hofmann |

| Arbitro: | Roth |

|               |           |                            |
| Sackewitz 67’ | Marcatori | 45’ Oswald 53’ Bönighausen |

| Arbitro: | Wahmann |

|                                                                      |           |             |
| Mill 23’ Lienen 45’, 73’ Matthäus 47’, 76’ Borowka 78’ Frontzeck 87’ | Marcatori | 83’ Feilzer |

| Arbitro: | Michel |

|                                        |           |                                                    |
| Gulich 46’, 87’ Feilzer 55’ Jusufi 70’ | Marcatori | 6’ Lefkes 15’, 39’, 85’ Allofs 62’, 72’ Littbarski |

| Arbitro: | Brückner |

|                                         |           |                           |
| Rummenigge 17’ Mathy 83’ Rummenigge 87’ | Marcatori | 25’ Feilzer 75’ Sackewitz |

### Coppa di Germania
| Sandhausen 27 agosto 1983 Primo turno | Sandhausen | 0 – 0 (d.t.s.) referto | Bayer Uerdingen | Hardtwaldstadion (5 000 spett.)\| Arbitro: \| Eli \| |
| Arbitro:                              | Eli        |                        |                 |                                                      |

| Arbitro: | Kohnen |

|                           |           |  |
| Loontiens 63’ Raschid 88’ | Marcatori |  |

| Arbitro: | Harder |

|              |           |                          |
| Schweger 36’ | Marcatori | 9’ Schwarz 84’ Loontiens |

| Krefeld 14 gennaio 1984 Ottavi di finale | Bayer Uerdingen | 0 – 0 (d.t.s.) referto | Bayern Monaco | Grotenburg Stadion (15 300 spett.)\| Arbitro: \| Barnick \| |
| Arbitro:                                 | Barnick         |                        |               |                                                             |

| Arbitro: | Horeis |

|              |           |  |
| Pflügler 56’ | Marcatori |  |

## Statistiche

### Statistiche di squadra
| Competizione      | Punti | In casa | In casa | In casa | In casa | In casa | In casa | In trasferta | In trasferta | In trasferta | In trasferta | In trasferta | In trasferta | Totale | Totale | Totale | Totale | Totale | Totale | DR  |
| Competizione      | Punti | G       | V       | N       | P       | Gf      | Gs      | G            | V            | N            | P            | Gf           | Gs           | G      | V      | N      | P      | Gf     | Gs     | DR  |
| ----------------- | ----- | ------- | ------- | ------- | ------- | ------- | ------- | ------------ | ------------ | ------------ | ------------ | ------------ | ------------ | ------ | ------ | ------ | ------ | ------ | ------ | --- |
| Bundesliga        | 31    | 17      | 9       | 3       | 5       | 37      | 30      | 17           | 3            | 4            | 10           | 29           | 49           | 34     | 12     | 7      | 15     | 66     | 79     | -13 |
| Coppa di Germania | -     | 2       | 1       | 1       | 0       | 2       | 0       | 3            | 1            | 1            | 1            | 2            | 2            | 5      | 2      | 2      | 1      | 4      | 2      | +2  |
| Totale            | 31    | 19      | 10      | 4       | 5       | 39      | 30      | 20           | 4            | 5            | 11           | 31           | 51           | 39     | 14     | 9      | 16     | 70     | 81     | -11 |

### Andamento in campionato
| Giornata  | 1 | 2 | 3 | 4 | 5 | 6 | 7 | 8 | 9 | 10 | 11 | 12 | 13 | 14 | 15 | 16 | 17 | 18 | 19 | 20 | 21 | 22 | 23 | 24 | 25 | 26 | 27 | 28 | 29 | 30 | 31 | 32 | 33 | 34 |
| --------- | - | - | - | - | - | - | - | - | - | -- | -- | -- | -- | -- | -- | -- | -- | -- | -- | -- | -- | -- | -- | -- | -- | -- | -- | -- | -- | -- | -- | -- | -- | -- |
| Luogo     | T | C | T | C | T | C | C | T | C | T  | C  | T  | C  | T  | C  | T  | C  | C  | T  | C  | T  | C  | T  | T  | C  | T  | C  | T  | C  | T  | C  | T  | C  | T  |
| Risultato | V | V | N | V | P | V | V | P | P | P  | P  | V  | N  | N  | N  | P  | N  | V  | N  | V  | P  | V  | P  | P  | P  | N  | V  | P  | V  | V  | P  | P  | P  | P  |
| Posizione | 2 | 1 | 1 | 1 | 3 | 2 | 3 | 3 | 4 | 7  | 9  | 8  | 9  | 8  | 8  | 9  | 9  | 9  | 9  | 8  | 8  | 8  | 9  | 9  | 9  | 10 | 9  | 9  | 9  | 8  | 8  | 9  | 10 | 10 |

Legenda:

Luogo: C = Casa; T = Trasferta. Risultato: V = Vittoria; N = Pareggio; P = Sconfitta.

### Statistiche dei giocatori
| Giocatore      | Bundesliga | Bundesliga | Bundesliga  | Bundesliga | Coppa di Germania | Coppa di Germania | Coppa di Germania | Coppa di Germania | Totale   | Totale | Totale      | Totale     |
| Giocatore      | Presenze   | Reti       | Ammonizioni | Espulsioni | Presenze          | Reti              | Ammonizioni       | Espulsioni        | Presenze | Reti   | Ammonizioni | Espulsioni |
| -------------- | ---------- | ---------- | ----------- | ---------- | ----------------- | ----------------- | ----------------- | ----------------- | -------- | ------ | ----------- | ---------- |
| N. Brinkmann   | 18         | 0          | 5           | 1          | 3                 | 0                 | 1                 | 0                 | 21       | 0      | 6           | 1          |
| W. Buttgereit  | 34         | 1          | 0           | 0          | 4                 | 0                 | 2                 | 0                 | 38       | 1      | 2           | 0          |
| H. Feilzer     | 34         | 7          | 2           | 0          | 4                 | 0                 | 1                 | 0                 | 38       | 7      | 3           | 0          |
| F. Funkel      | 33         | 15         | 3           | 0          | 5                 | 0                 | 0                 | 0                 | 38       | 15     | 3           | 0          |
| H. Gulich      | 24         | 9          | 1           | 0          | 4                 | 0                 | 0                 | 0                 | 28       | 9      | 1           | 0          |
| A. Hentrich    | 4          | 0          | 0           | 0          | 1                 | 0                 | 0                 | 0                 | 5        | 0      | 0           | 0          |
| M. Herget      | 30         | 8          | 5           | 0          | 3                 | 0                 | 1                 | 0                 | 33       | 8      | 6           | 0          |
| N. Hofmann     | 29         | 5          | 2           | 0          | 5                 | 0                 | 0                 | 0                 | 34       | 5      | 2           | 0          |
| D. Ingendae    | 0          | 0          | 0           | 0          | 0                 | 0                 | 0                 | 0                 | 0        | 0      | 0           | 0          |
| S. Jusufi      | 25         | 2          | 2           | 0          | 3                 | 0                 | 2                 | 0                 | 28       | 2      | 4           | 0          |
| A. Kliemt      | 2          | 0          | 0           | 0          | 0                 | 0                 | 0                 | 0                 | 2        | 0      | 0           | 0          |
| D. Klinger     | 19         | 0          | 2           | 1          | 5                 | 0                 | 0                 | 0                 | 24       | 0      | 2           | 1          |
| P. Loontiens   | 30         | 12         | 7           | 0          | 4                 | 2                 | 3                 | 0                 | 34       | 14     | 10          | 0          |
| T. Puszamszies | 2          | 1          | 0           | 0          | 2                 | 0                 | 1                 | 0                 | 4        | 1      | 1           | 0          |
| F. Raschid     | 22         | 0          | 3           | 0          | 3                 | 1                 | 0                 | 0                 | 25       | 1      | 3           | 0          |
| B. Rodosek     | 1          | 0          | 0           | 0          | 0                 | 0                 | 0                 | 0                 | 1        | 0      | 0           | 0          |
| C. Sackewitz   | 29         | 4          | 1           | 0          | 4                 | 0                 | 0                 | 0                 | 33       | 4      | 1           | 0          |
| P. Schwarz     | 12         | 0          | 1           | 0          | 2                 | 1                 | 1                 | 0                 | 14       | 1      | 2           | 0          |
| P. Szech       | 0          | 0          | 0           | 0          | 1                 | 0                 | 0                 | 0                 | 1        | 0      | 0           | 0          |
| W. Thomas      | 20         | 0          | 2           | 0          | 1                 | 0                 | 0                 | 0                 | 21       | 0      | 2           | 0          |
| U. Vengels     | 3          | 0          | 0           | 0          | 1                 | 0                 | 0                 | 0                 | 4        | 0      | 0           | 0          |
| W. Vollack     | 34         | 0          | 2           | 0          | 5                 | 0                 | 0                 | 0                 | 39       | 0      | 2           | 0          |
| L. de Loo      | 29         | 1          | 7           | 0          | 4                 | 0                 | 0                 | 0                 | 33       | 1      | 7           | 0          |